# Archy and Mehitabel

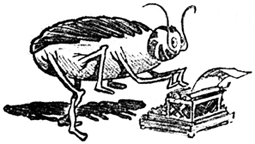
La première représentation graphique d'Archy. Parue dans une publicité du New York Tribune, le 11 septembre 1922, annonçant la nouvelle rubrique.

Archy and Mehitabel (typographié  archy and mehitabel) sont les noms de deux personnages de fiction créés en 1916, par Don Marquis, chroniqueur au quotidien new-yorkais The Evening Sun. Archy, un cafard, et Mehitabel, un chat de gouttière, sont apparus dans des centaines de courts poèmes humoristiques et d'histoires brèves dans la rubrique quotidienne de Marquis, « The Sun Dial ». Leurs aventures ont été recueillies dans l'ouvrage archy and mehitabel, paru en 1927 et régulièrement réédité, ainsi que dans deux recueils ultérieurs, archys life of mehitabel (1933) et archy does his part (1935). De nombreuses éditions sont identifiées par leurs illustrations emblématiques dues à George Herriman, le créateur de Krazy Kat.

## Histoire
Marquis présente Archy dans sa rubrique quotidienne du New York Evening Sun. Archy (dont le nom est toujours écrit en minuscules dans le titre d'un livre, mais était en majuscules lorsque le Marquis l'évoquait à la forme narrative) était un cafard qui avait été un poète librettiste dans une vie antérieure, et qui se met à écrire des histoires et des poèmes sur une vieille machine à écrire au bureau du journal, quand tout le monde a quitté le bâtiment. Archy monte sur la machine à écrire et bondit lui-même de touche en touche, pour écrire laborieusement des histoires au sujet des défis quotidiens et des difficultés d'un cafard. Le meilleur ami d'Archy est Mehitabel, un chat de gouttière. Tous deux se sont partagé la vedette d'une série de chroniques relatant leurs activités courantes, avec des commentaires satiriques sur la vie quotidienne de la ville de New-York durant les années 1910 et 1920.
Comme il était un cafard, Archy n'a pas pu utiliser la touche maj enfoncée de la machine à écrire (il a sauté de touche en touche pour taper son texte, incapable d'appuyer simultanément sur deux touches) ce qui fait que la totalité de ses textes sont écrits sans majuscules ni ponctuation. Quand il s'exprime en tant que Marquis, l'auteur utilise les majuscules et la ponctuation. Comme E. B. White l'a écrit dans son introduction à The Lives and Times of Archy and Mehitabel (Les vies et temps d'Archy et Mehitabel), il serait inexact de conclure que, « parce que le cafard de Marquis a été incapable de faire fonctionner la touche maj d'une machine à écrire, personne d'autre ne pouvait la faire fonctionner. »
Il y a au moins un moment auquel Archy est parvenu à sauter sur le verrouillage de la touche maj, un chapitre intitulé « Capitals at Last » (« Capitales enfin »), typographié « CAPITALS AT LAST ».
Pete le Chiot est un autre personnage de Marquis. Pete est un bull terrier de Boston avec une passion pour la vie et de la dévotion à son « maître ». À l'instar d'autres personnages animaliers sortis de l'imagination de Marquis, Pete tape ses poèmes durant la nuit sur la machine à écrire de l'auteur (il utilise rarement les lettres capitales et les signes de ponctuation). À la différence des contributions de nombreux autres personnages, celles de Pete sont simplement au sujet de sa vie, sans arrière-pensées politiques ni références sociales.

## Publications
Les recueils des histoires d'« Archy » ont été publiés et réédités à de nombreuses reprises au fil des ans. Parmi les titres de cette série :
- Archy and Mehitabel (1927) ;
- Archys Life of Mehitabel (1933) ;
- Archy Does his Part (1935) ;
- The Lives and Times of Archy and Mehitabel (1940) ;
- Archyology (1996) ;
- Archyology II (1998) ;
- The Annotated Archy and Mehitabel (2006).

Archyology et Archyology II ont été compilés et publiés pour la première fois à la fin des années 1990. The Annotated Archy and Mehitabel a été publié en juillet 2006, édité par Michael Sims.

## Adaptations dans d'autres médias
Une version musicale tirée des chroniques d'Archy et Mehitabel a été enregistrée le 7 juillet 1953 et le 9 avril 1954, titrée archy and mehitabel, avec Carol Channing dans le rôle de Mehitabel et Eddie Bracken dans celui d'Archy, racontée par David Wayne, avec Percival Colombe interprétant Bill, un féroce matou. Elle a été suivie par echoes of archy, raconté par David Wayne, enregistrée le 31 août 1954. Crédités pour la lecture : paroles — Joe Darion, musique — George Kleinsinger. Cette œuvre a été initialement publié dans la collection Columbia Masterworks ML 4963 en 1955, puis a été rééditée sur CD, associée avec l'œuvre non apparentée du Carnaval des Animaux, avec Noel Coward assurant la lecture des poèmes d'Ogden Nash, comme faisant partie de la série Columbia Masterworks.
La musique et les paroles de l'album ont été à la base d'une éphémère comédie musicale de Broadway, sonore et cuivrée, intitulée Shinbone Alley, avec en vedette Eddie Bracken jouant Archy et Eartha Kitt Mehitabel. Il s'inspire des chroniques originales et de l'enregistrement de la Columbia, mais avec une musique de Kleinsinger et des dialogues de Mel Brooks.
Le 16 mai 1960, une version abrégée de la version musicale a été diffusée sous le titre original archy & mehitabel dans le cadre d'une anthologie télévisuelle intitulée Play of the Week et présentée par David Susskind. La distribution incluait Bracken, Tammy Grimes, et Jules Munshin.
Certaines des chansons de l'album ont été utilisées en 1971 dans un film d'animation, également titré Shinbone Alley. Réalisé par John Wilson, produit par Preston M. Fleet (le créateur de Fotomat et Omnimax), écrit par Mel Brooks, et mettant en vedette Eddie Bracken et Carol Channing. Il n'a pas été un succès commercial.
L'acteur Jeff Culbert a réalisé une tournée solo dans le cadre des fringe festivals dans toute l'Amérique du Nord de 2009 à 2011. Le spectacle, archy and mehitabel, s'appuyait sur les écrits d'Archy et Culbert y jouait les personnages de Archie et Mehitabel.
L'acteur américain, chanteur et clown Gale McNeeley est en tournée aux États-Unis en 2016 avec un spectacle : 100e anniversaire d'Archy et Mehitabel. Le show de Gale est présenté dans l'introduction de l'éditeur Michael Sim à The Annotated Archy and Mehitabel par Penguin Classics. Lisa Dunseth, gestionnaire de « Programme des Arts du Livre et des Collections Spéciales » à la bibliothèque principale de San Francisco, dit de Gale : « Son spectacle du 100e anniversaire est l'occasion idéale pour devenir un fan, si vous ne l'êtes pas déjà, et de profiter des toujours drôle et parfois méchants traits d'humour du célèbre cafard et de l'infâme chat de Don Marquis. »
Le compositeur Gabriel Lubell a écrit une œuvre pour baryton, clarinette, violoncelle et piano appelée Archy Speaks (2009). La pièce arrange musicalement quatre des poèmes originaux.

## Dans la culture populaire
Le 3 août 2007, le sujet de l'éditorial de Science a été écrit sous la plume de Mehitabel en commentant un article récent sur la domestication des chats.
Le groupe de rock indé montréalais Parlovr interprète une chanson intitulée Archy and Mehitabel sur son album éponyme de 2008.